# Battaglia di Maipú
La battaglia di Maipú fu una battaglia combattuta nei pressi di Santiago del Cile il 5 aprile 1818 tra gli indipendentisti del Sud America e realisti spagnoli, durante le guerre d'indipendenza ispanoamericane. La vittoria arrise agli indipendentisti comandati da José de San Martín, uno dei capi della resistenza alla Spagna, e completò l'indipendenza del Cile dalla dominazione spagnola.
La vittoria indipendentista fu celebrata dal poeta argentino Juan Cruz Varela nell'opera A los valientes defensores de la libertad en la llanura de Maipo.